# Pic Gannett
Le pic Gannett (Gannett Peak en anglais) est le plus haut sommet de l'État américain du Wyoming. Il s'étend sur les comtés de Fremont et de Sublette le long du Continental Divide.
Nommé en 1906 en hommage au géographe américain Henry Gannett et escaladé pour la première fois en 1922, le pic est aussi le point culminant de la chaîne de Wind River. Les versants de la montagne se situent dans les forêts nationales de Bridger-Teton et Shoshone. Il est le point culminant du Greater Yellowstone Ecosystem. Le glacier Gannet (3.63 km²) qui est le plus grand glacier simple des Montagnes Rocheuses s'étend sur le versant nord de la montagne. Le Minor Glacier se situe sur le versant occidental, les Dinwoody Glacier et Gooseneck Glacier au sud-est.
Il faut entre 4 et 6 jours pour escalader le pic aller-retour. Il est par ailleurs considéré chez les grimpeurs comme le deuxième pic du pays en termes de difficulté d'escalade après le mont McKinley en Alaska. Certains grimpeurs le classent aussi après le pic Granite qui a été uniquement escaladé en 1923.

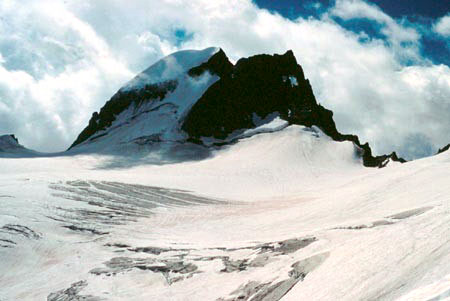
Glacier Gannett sur le versant nord du pic